# Darkchild
Darkchild, pseudonym för Rodney Jerkins, är en amerikansk musikproducent född 29 juli 1977 i Pleasantville i New Jersey. Han samarbetar mycket med sin bror, Fred Jerkins III, och kompositören LaShawn Daniels, och har varit mycket efterfrågad som producent i över ett årtionde. Han har bland annat samarbetat med Brandy, Michael Jackson, Janet Jackson, Whitney Houston och Lionel Richie. På senare tid har han bland annat legat bakom album av artister som Destiny's Child, Beyoncé, Mary J. Blige, Ciara, The Pussycat Dolls och Lady Gaga.